# Martensinus
Martensinus là một chi nhện trong họ Linyphiidae.